# Giannis Skopelitis
Giannis Skopelitis (en griego: Γιάννης Σκοπελίτης) (Grecia, 2 de marzo de 1978) es un futbolista griego. Juega de centrocampista y su equipo actual es el Anorthosis Famagusta.

## Biografía
Giannis Skopelitis, que actúa de centrocampista realizando labores tanto defensivas como ofensivas, empezó su carrera profesional en 1996 en el Egaleo FC. 
En enero de 2005, el Portsmouth FC inglés se fijó en él para sustituir a Amdy Faye, que se marchó al Newcastle United. Este equipo pagó 500000 euros para que Skopelitis pudiera jugar en calidad de cedido hasta final de temporada. Giannis Skopelitis se convirtió así en el primer jugador de la historia del Egaleo FC que recaló en un equipo extranjero. Su debut se produjo en el partido Portsmouth 2-1 Middlesbrough, cuando saltó al campo en el minuto 73 sustituyendo a su compañero Ricardo Fuller. Al finalizar la campaña el club decidió que no haría efectiva la opción de compra y Giannis Skopelitis regresó al Egaleo FC. 
En 2007 ficha por el Anorthosis Famagusta chipriota. Este equipo lo cede el último tramo de la temporada al Atromitos FC, equipo que pagó 200000 euros por la cesión. Luego regresa de nuevo al Anorthosis Famagusta, club que ha conseguido clasificarse por primera vez en la historia para la fase final de la Liga de Campeones de la UEFA.

## Clubes
| Club                     | País       | Año       |
| ------------------------ | ---------- | --------- |
| Egaleo FC                | Grecia     | 1996-2005 |
| Portsmouth Football Club | Inglaterra | 2005      |
| Egaleo FC                | Grecia     | 2005-2007 |
| Anorthosis Famagusta     | Chipre     | 2007      |
| Atromitos FC             | Grecia     | 2008      |
| Anorthosis Famagusta     | Chipre     | 2008-2011 |
| AEK Larnaca              | Chipre     | 2011-2012 |
| Anorthosis Famagusta     | Chipre     | 2012-     |